# Carl Appel (romaniste)
Carl Appel est un romaniste et professeur d'université allemand, né le 17 mai 1857 à Berlin et mort le 13 février 1934 à Breslau.

## Biographie
Appel obtient un doctorat (Dr. phil) à l'université Frédéric-Guillaume de Berlin en 1882 grâce à une thèse supervisée par Adolf Tobler. Il est habilité privat-docent à l'université de Königsberg en 1886, puis il devient professeur ordinaire à l'université de Breslau en 1892, où il est élu recteur pour l'année académique 1907-1908. En 1926, il est élu membre correspondant de l'Académie des sciences de Göttingen.
Appel rédige plusieurs ouvrages sur des troubadours provençaux. Il achève le huitième volume du Provenzalisches Supplementwörterbuch d'Emil Levy. 

## Publications
- (de) Die Berliner Handschriften der „Rime“ Petrarcas, Berlin, 1886
- (de) Provenzalische Inedita aus Pariser Handschriften, Leipzig, 1890 et 1892 (éd. française : Paris, 1898)
- (de) Zur Entwicklung italienischer Dichtungen Petrarcas, Halle a.S., 1891
- (de) Provenzalische Chrestomathie, Halle a.S., 1895, 6e éd. 1930 (rééd. Hildesheim 1971 et Genève 1974)
- (de) Die Triumphe Francesco Petrarcas, Halle a.S., 1901
- (de) Gui von Cambrai: Balaham und Josaphas, Halle a.S., 1907
- (de) Der Trobador Cadenet, Halle a.S., 1920 (rééd. Genève, 1974)
- (de) Bernart von Ventadorn. Seine Lieder, Halle a.S., 1915 et 1926
- (de) Provenzalische Lautlehre, Leipzig, 1918
- (de) Raïmbaut von Orange, Berlin, 1928 (rééd. Genève, 1973)
- (de) Bertran von Born, Halle a.S., 1931 (rééd. Genève, 1973)
- (de) Die Lieder Bertrans von Born, Halle a.S., 1932
- (de) Die Singweisen Bernarts von Ventadorn, Halle a. S., 1934